# فرودگاه آبی‌های لول/فوتنر لیک
فرودگاه آبی‌های لول/فوتنر لیک (به انگلیسی: High Level/Footner Lake Water Aerodrome) یک فرودگاه همگانی است که یک باند فرود آب دارد. این فرودگاه در کشور کانادا قرار دارد و در ارتفاع ۳۳۰ متری از سطح دریا واقع شده‌است.